# Yuriy Natarov
Yuriy Natarov (Talgar, 28 de dezembro de 1996) é um ciclista cazaque que milita no conjunto Astana Pro Team.

## Palmarés
2019
- Tour de Almaty[2]

## Resultados nas Grandes Voltas e Campeonatos do Mundo
| Carreira           | 2015 | 2016 | 2017 | 2018 | 2019 |
| ------------------ | ---- | ---- | ---- | ---- | ---- |
| Giro d'Italia      | -    | -    | -    | -    | -    |
| Tour de France     | -    | -    | -    | -    | -    |
| Volta a Espanha    | -    | -    | -    | -    | -    |
| Mundial em Estrada | -    | -    | -    | -    | Ab.  |

-: não participa 

Ab.: abandono 